# Acesulfame-k
L'acesulfam-k, acesulfam de potassi, o simplement acesulfam, és un edulcorant artificial. És denominat en la indústria alimentària amb les sigles E 950.
És un compost químic relativament senzill, descobert gairebé per atzar el 1967. És aproximadament 200 vegades més dolç que el sucre de taula, amb una gran estabilitat davant els tractaments tecnològics i durant l'emmagatzematge. En l'aspecte biològic, l'acesulfam no es metabolitza en l'organisme humà, i s'excreta ràpidament sense canvis químics, per la qual cosa no tendeix a acumular-se. L'ús es va autoritzar a Anglaterra el 1983; des de llavors s'ha autoritzat a Alemanya, Itàlia, França, els Estats Units (1988), Xile i a altres països, i està inclòs a la nova llista d'additius autoritzats de la Unió Europea.

## Usos comuns
Es fa servir en xiclets, begudes no alcohòliques, sucs i fruites en envasos, en làctics, confiteria, postres, pa i en molts productes etiquetats amb les llegendes "sense sucre", "0% de sucre", "0% sucres", "light", "zero" i "baix en calories", "dietètic", "sense sucre afegit"... L'anteriorment referenciada directiva europea (94/35/CE) autoritza unes concentracions màximes d'acesulfam que van de 50 a 600 mg/l en aliments líquids i de 200 a 2.500 mg/kg en aliments sòlids.